# كينيث ج. سامرز
كينيث ج. سامرز (بالإنجليزية: Kenneth J. Summers)‏ (ولد في 20 يوليو 1944 في سانت توماس، كندا) ضابط عسكري كندي متقاعد اشتهر بكونه قائد الوحدة الكندية في تحالف حرب الخليج الثانية.

## النشأة والتعليم
ولد سامرز في يوليو 1944 وتخرج من الكلية العسكرية الملكية في كينغستون في عام 1967 قبل أن يعمل ضابطا في البحر وفي العديد من الوظائف على الشاطئ. في عام 1989 تم ترقيته إلى عميد بحري وعين قائد الأسطول الكندي ورئيس عمليات الأركان في هاليفاكس وهو التعيين الذي كان يشغله عندما غزا العراق الكويت في أغسطس 1990.

## المسيرة المهنية
تولى سامرز قيادة فرقة العمل البحرية الكندية التي أبحرت من هاليفاكس إلى الخليج العربي وعند وصوله تم تعيينه قائد القوات الكندية في الشرق الأوسط ومقره الرئيسي في البحرين. كانت جميع القوات البحرية والجوية والبرية الكندية في الخليج العربي تحت قيادته خلال تنفيذ عملية الاحتكاك حيث دخلت الوحدات البحرية والجوية الكندية في القتال لأول مرة منذ الحرب الكورية.
بعد حرب الخليج الثانية خدم سامرز في القوات البحرية في مقر المحيط الهادئ رئيسا للأركان للقائد في عام 1991. تمت ترقيته إلى العميد الخلفي وعين كقائد الاتصال الكندي للدفاع في واشنطن في عام 1992. خدم في مقر قيادة الدفاع الوطني في أوتاوا رئيسا لتخطيط شؤون الموظفين وإدارة الموارد لعام 1994 ومديرا عاما للتنمية البحرية 1995. عين رئيسا لعمليات الأركان لقيادة الأطلسي العليا في المحيط الأطلسي في نورفولك في الولايات المتحدة الأمريكية في الفترة من 1997 إلى 2000. تقاعد في عام 2000.

## الوصلات الخارجية
- السيرة الذاتية في رت. هون. السير وينستون سبنسر جمعية تشرشل من كولومبيا البريطانية صفحة ويب